# La Casa Azul

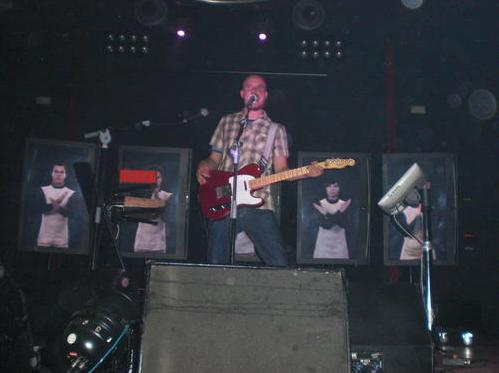
La Casa Azul (2008)

La Casa Azul ist eine spanische Popgruppe, gegründet 1997 von Guille Milkyway, der sowohl Songwriter als auch Produzent der Band ist. Daneben besteht die Gruppe offiziell aus fünf weiteren Mitgliedern, welche vorwiegend in den Musikvideos und zu Promotionzwecken auftreten, jedoch nicht live spielen und singen. Diesen Part übernimmt Milkyway selbst. Diese Art der Performance hat zur Entstehung eines Image beigetragen, nach dem Milkyway in Wirklichkeit der alleinige Künstler auf den Platten ist, und die anderen Bandmitglieder mehr oder weniger nur im Vordergrund agieren. Unterstützt wird dies durch die Tatsache, dass sie keine Interviews geben und auch keine offiziellen Nachnamen bekannt sind.

## Stil
Die Musik stellt eine Mischung aus Sunshine-Pop, Soft-Pop und dem Easy Listening der 60er Jahre dar. Des Weiteren sind Einflüsse aus der europäischen Disco-Musik der 70er (vgl. Abba) und gewisse Reminiszenzen an den J-Pop im Repertoire der Gruppe auszumachen. Dieser Retro-Stil ist auch in den Videos präsent.

### Eurovision 2008
La Casa Azul belegte 2008 den dritten Platz im Finale der spanischen Vorentscheidung zum Eurovision Song Contest mit einer 3-minütigen Präsentation des Songs La revolución sexual.

## Diskografie

### Alben
- 2000: El sonido efervescente de la casa azul (EP/CD, Elefant)
- 2003: Tan simple como el amor (LP/CD, Elefant)
- 2006: El sonido efervescente de la casa azul (Wiederveröffentlichung der EP + Bonustracks, CD, Elefant)

| Jahr | Titel Musiklabel                                   | Höchstplatzierung, Gesamtwochen, AuszeichnungChartsChartplatzierungen (Jahr, Titel, Musiklabel, Platzierungen, Wochen, Auszeichnungen, Anmerkungen) | Anmerkungen                              |
| Jahr | Titel Musiklabel                                   | ES | Anmerkungen                              |
| ---- | -------------------------------------------------- | --- | ---------------------------------------- |
| 2007 | La revolución sexual Elefant                       | ES25 (4 Wo.)ES | Erstveröffentlichung: 3. November 2007   |
| 2009 | La nueva yma sumac (Lo que nos dejó la revolución) | ES69 (2 Wo.)ES | Erstveröffentlichung: 21. September 2009 |
| 2011 | La polinesia meridional                            | ES19 (6 Wo.)ES | Erstveröffentlichung: 28. November 2011  |
| 2019 | La gran esfera                                     | ES4 (26 Wo.)ES | Erstveröffentlichung: 22. März 2019      |

### Singles
| Jahr | Titel Album                              | Höchstplatzierung, Gesamtwochen, AuszeichnungChartsChartplatzierungen (Jahr, Titel, Album, Platzierungen, Wochen, Auszeichnungen, Anmerkungen) | Anmerkungen |
| Jahr | Titel Album                              | ES | Anmerkungen |
| ---- | ---------------------------------------- | --- | ----------- |
| 2005 | Como un fan Tan simple como el amor      | ES8 (5 Wo.)ES |             |
| 2010 | Todas tus amigas La polinesia meridional | ES28 (1 Wo.)ES |             |

Weitere Singles
- 2007: La revolución sexual (ES: ×3Dreifachplatin )[2]
- 2016: Podría Ser Peo (ES: Platin)
- 2019: El Momento (ES: Gold)
- 2019: Nunca Nadie Pudo Volar (ES: Gold)